# 항구적 자유 작전 - 아프리카의 뿔

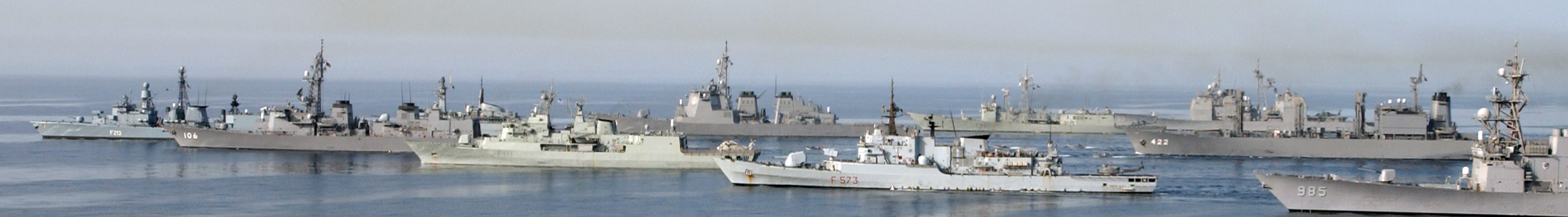
소말리아 해적을 단속하기 위해 구성된 연합해상군의 CTF-150

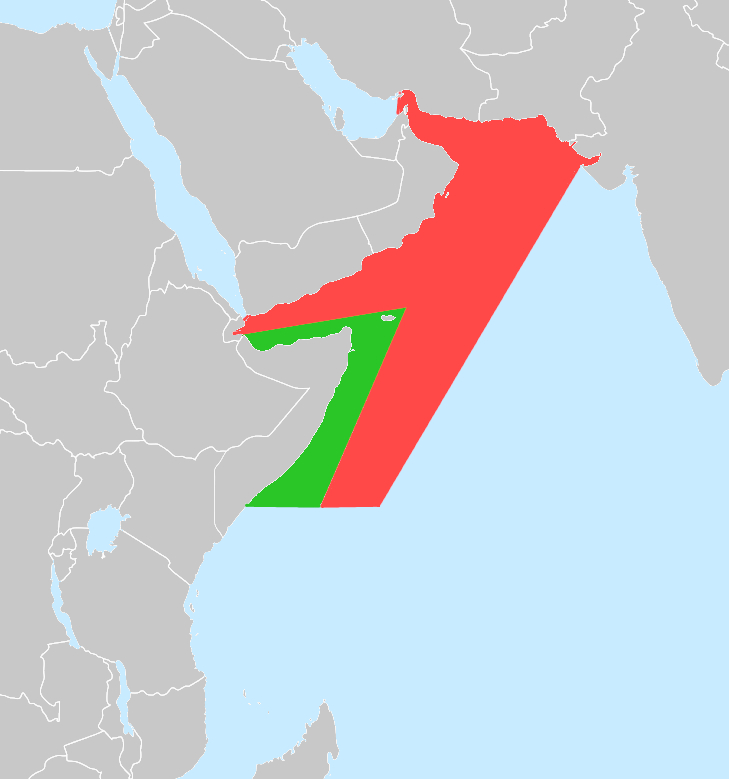
CTF-150의 주요 작전 구역

항구적 자유 작전 - 아프리카의 뿔(OEF-HOA)은 미국이 정의한 군사 작전으로 아프리카의 뿔에서 해적과 이슬람주의자들과 맞서 싸우는 전쟁이다. 이 작전은 항구적 자유 작전의 일부로, 이는 서쪽으로는 기니만에서 북동쪽의 아프리카 국가 8개국에 이르는 작전 범위를 가진다. 아프리카에 있는 항구적 자유 작전은 항구적 자유 작전 - 트란스 사하라가 있으며, 원래는 미국 유럽 사령부에서 이 작전을 이끌었으나 미국 아프리카 사령부가 창설된 이후 이 사령부가 작전의 지휘권을 유럽 사령부에서 인계받았다.
CJTF – 아프리카의 뿔(CJTF-HOA)은 작전의 목표를 완수하기 위해 구성된 주요 군대 중 하나로, 해군 부대는 다국적 연합군인 연합태스크포스 150(CTF 150)로, 이들은 미국 제5함대의 명령을 받고 있다. 이 두 부대는 역사적으로 미국 중부사령부의 일부였다. 2007년 2월 미국의 대통령 조지 W. 부시는 2008년 10월부터 이 작전을 맡게 된 미국 아프리카 사령부의 창설을 선언했다.
CJTF-HOA는 미국 및 연합국의 군대에서 온 2,000명의 군인들로 구성되어 있다. 공식적인 작전 담당국은 수단, 소말리아, 지부티, 에티오피아, 에리트레아, 세이셸, 케냐이다. 이 외에도 연합 합동 작전 지역에 따라 CJTF-HOA는 모리셔스, 코모로, 라이베리아, 르완다, 우간다, 탄자니아에서도 작전을 가지고 있다. 미국의 작전에 대한 기여는 고문관, 보급품과 기타 비전투 지원들로 이루어져 있으며 알샤바브에 대한 드론 공습이 주를 이룬다. 이러한 공격을 통해 400명의 무장 단체 인원들이 사망한 것으로 보인다. 다른 미국의 작전은 공습, 순양함 미사일 발사, 그리고 특수부대 기습전 등이 있다.

## 같이 보기
- 소말리아의 해적
- 청해부대
- 아덴 만 여명 작전 - 대한민국 해군이 수행한 작전
- 대홍단호 사건 -조선 민주주의 인민 공화국 해군이 수행한 작전
- 이근대위